# Pallacanestro 3x3 ai I Giochi giovanili dell'Asia dell'est
Le competizioni di pallacanestro 3x3 ai I Giochi giovanili dell'Asia dell'est si sono svolte dal 16 al 18 agosto 2023 a Ulan Bator, in Mongolia. 

## Podi

### Ragazzi
| Evento          | Oro      | Argento | Bronzo    |
| Torneo maschile | Mongolia | Cina    | Hong Kong |

### Ragazze
| Evento           | Oro  | Argento       | Bronzo   |
| Torneo femminile | Cina | Taipei cinese | Mongolia |